# Enceinte de Rions
L'enceinte de Rions est un ensemble de vestiges de fortifications d'agglomération situé sur la commune de Rions, dans le département français de la Gironde, en France.

## Localisation
Les vestiges de l'enceinte sont disséminés autour du centre-ville. Les principaux endroits sont la tour du Lhyan, la tour dénommée la Citadelle et ses remparts attenants qui abritent la grotte dite Charles VII, la tour du Guet et des chaussées de part et d'autre de la tour du Lhyan.

## Historique
En 1295, la ville est assiégée et prise par Charles de France comte de Valois qui rase les défenses existantes. En 1330, Édouard III d'Angleterre qui reprend la cité en 1313, permet à Guillaume Seguin, seigneur de Rions, d'entourer la ville de remparts.

Une grande partie de l'enceinte a disparu ou s'est dégradée. Subsistent :
- la tour du Lhyan, imposante entrée sud de la ville, dont les parties hautes ont été restaurées en 1881 par l'architecte Léon Drouyn,
- la Citadelle, tour qui se dresse face à la Garonne à proximité de la place Jules de Gères (place de la mairie),
- les remparts du flanc ouest de la cité, attenants à la Citadelle et au pied desquels se trouve la grotte Charles VII,
- la tour du Guet qui se trouve dans une petite rue à l'arrière de l'église Saint-Seurin,
- deux fossés parallèles séparés par une étroite langue de terre surmontée d'un chemin de ronde, qui enveloppaient l'ensemble de la ville et dont il reste quelques vestiges au sud de la tour du Lhyan.

L'ensemble de ces vestiges est classé au titre des monuments historiques par liste de 1862.

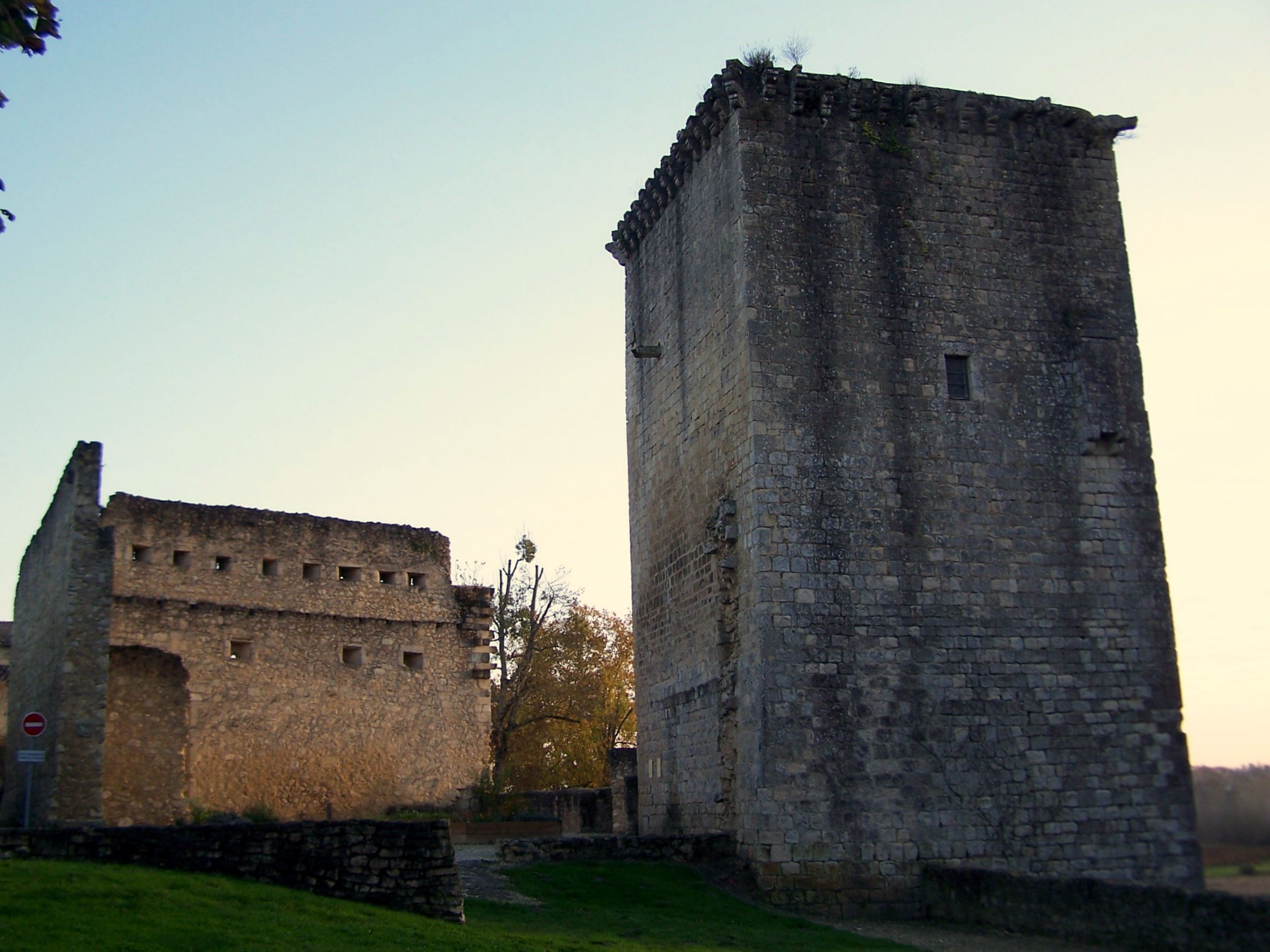
La Citadelle (nov. 2012)
44° 39′ 51,1″ N, 0° 21′ 13,2″ O
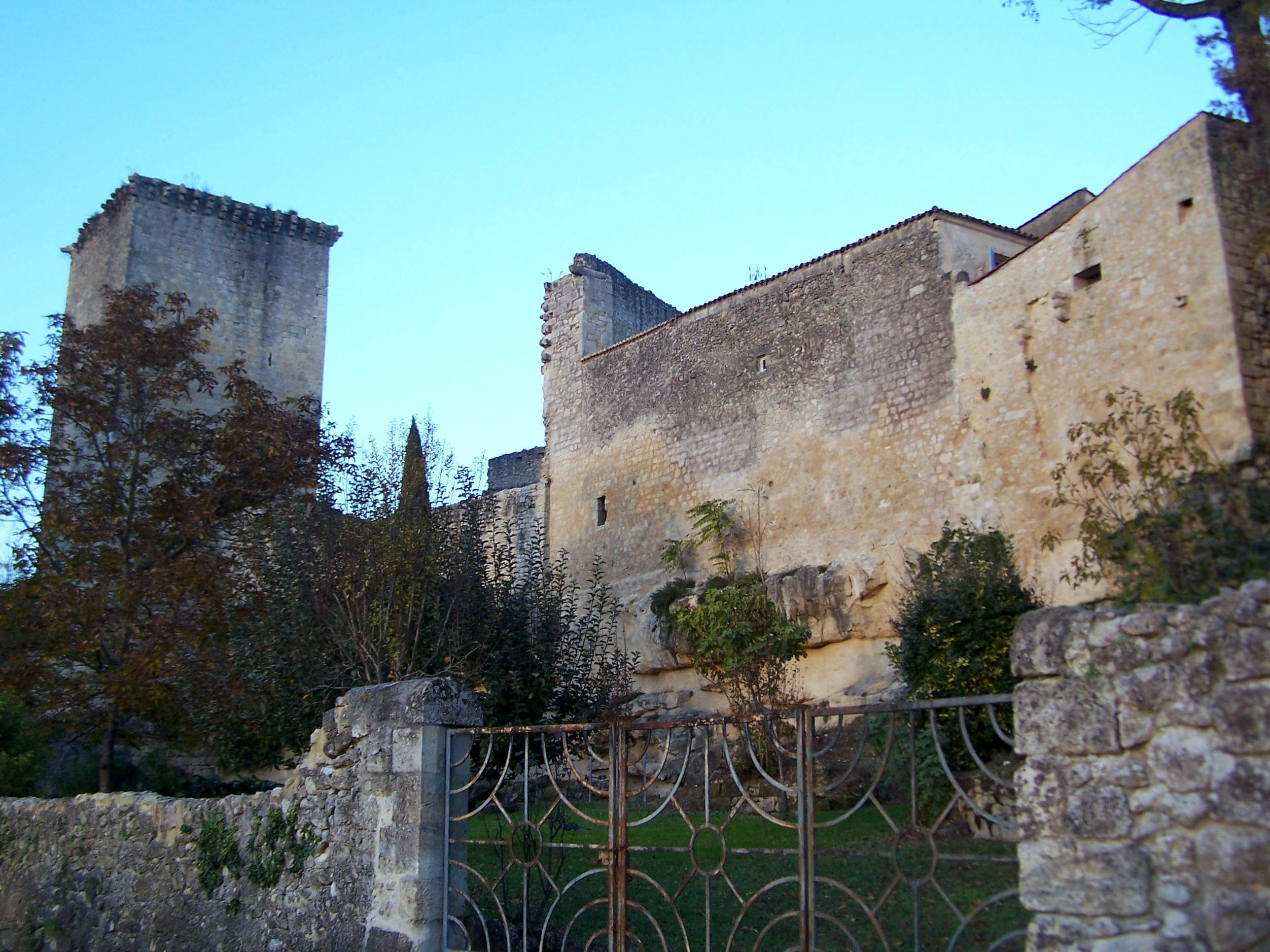
Les remparts (nov. 2012)
44° 39′ 50,2″ N, 0° 21′ 12,6″ O
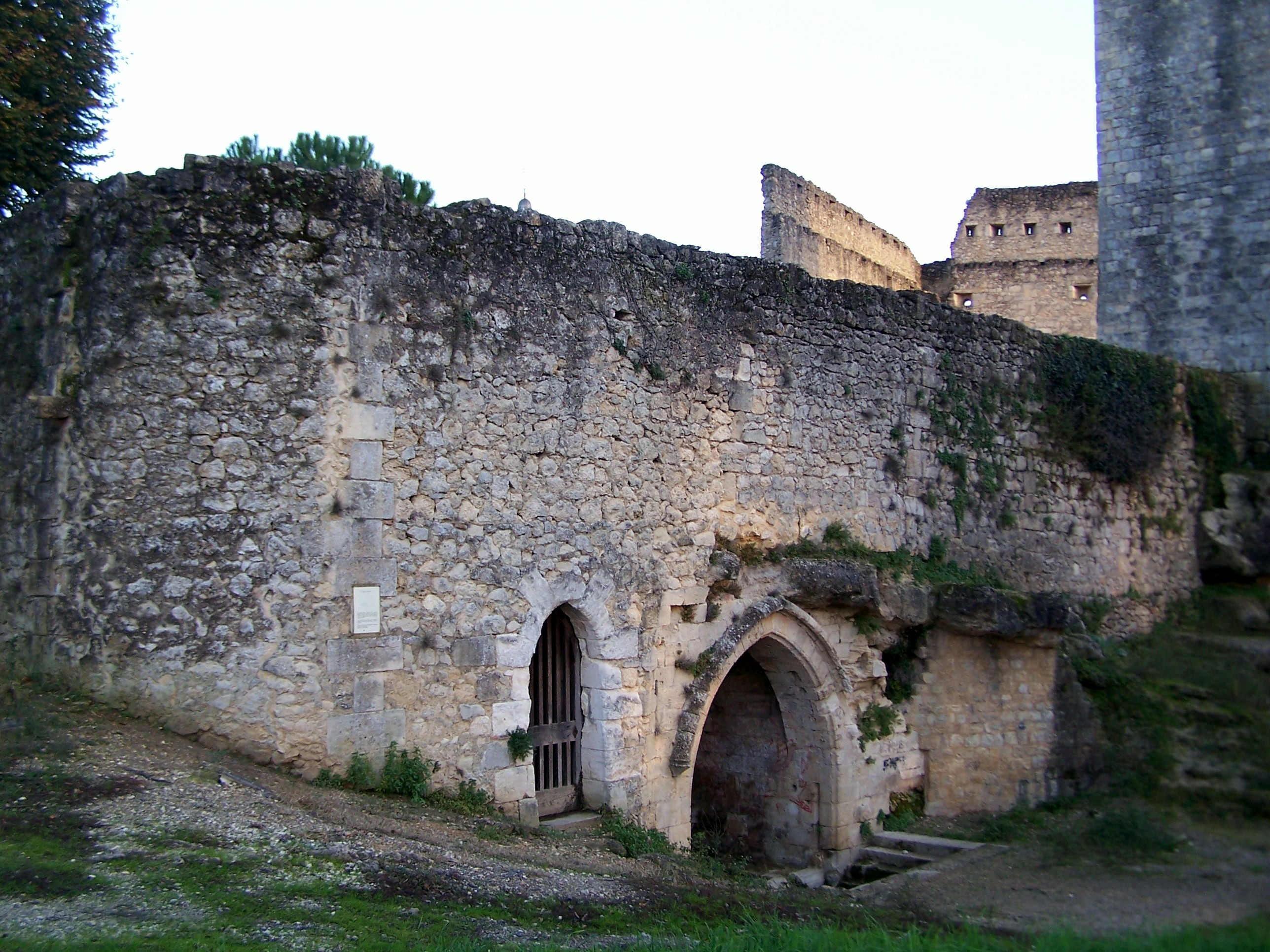
La grotte Charles VII (nov. 2012)
44° 39′ 51,9″ N, 0° 21′ 13,7″ O
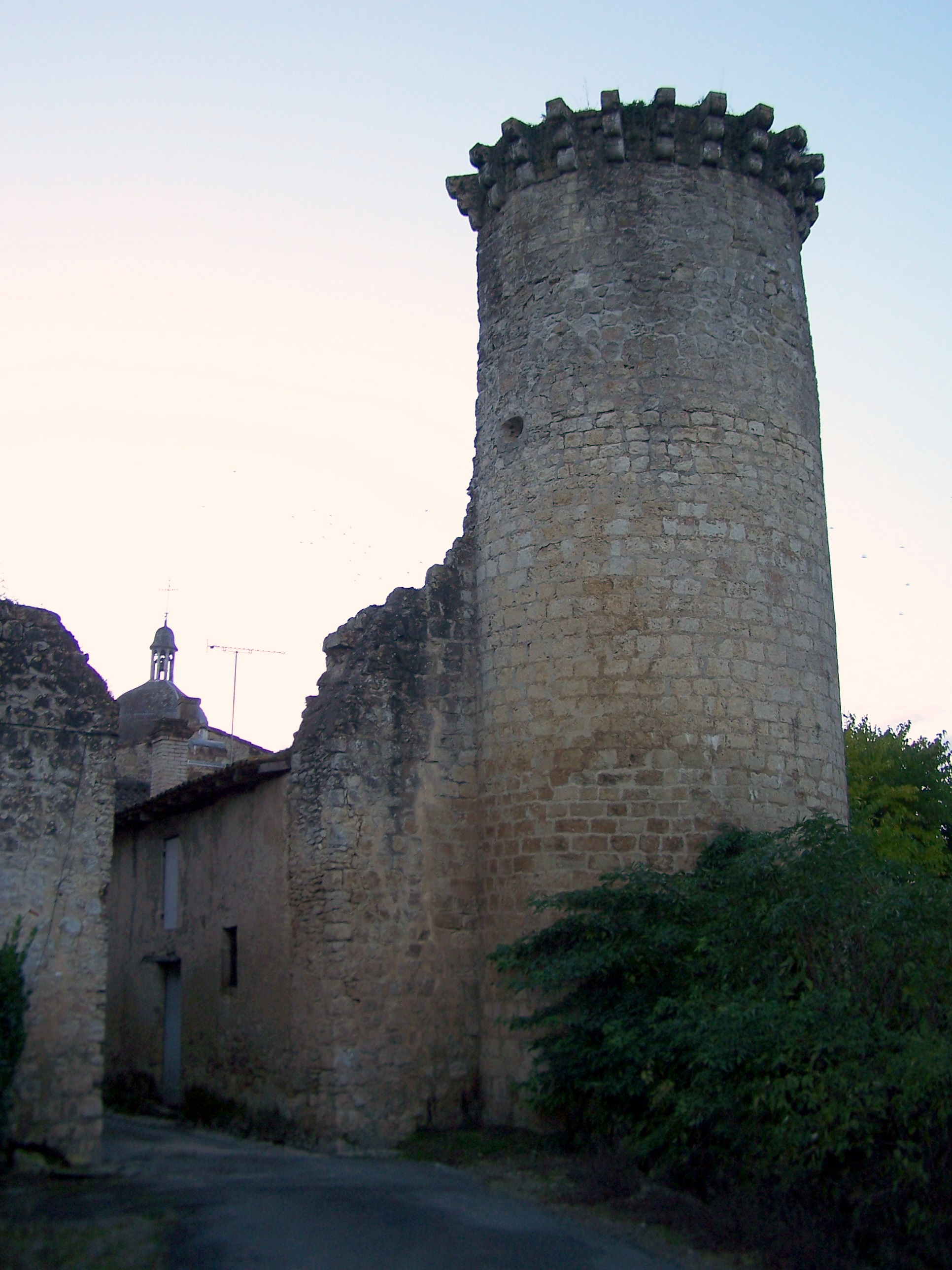
La tour du Guet (nov. 2012)
44° 39′ 51,5″ N, 0° 21′ 05,4″ O
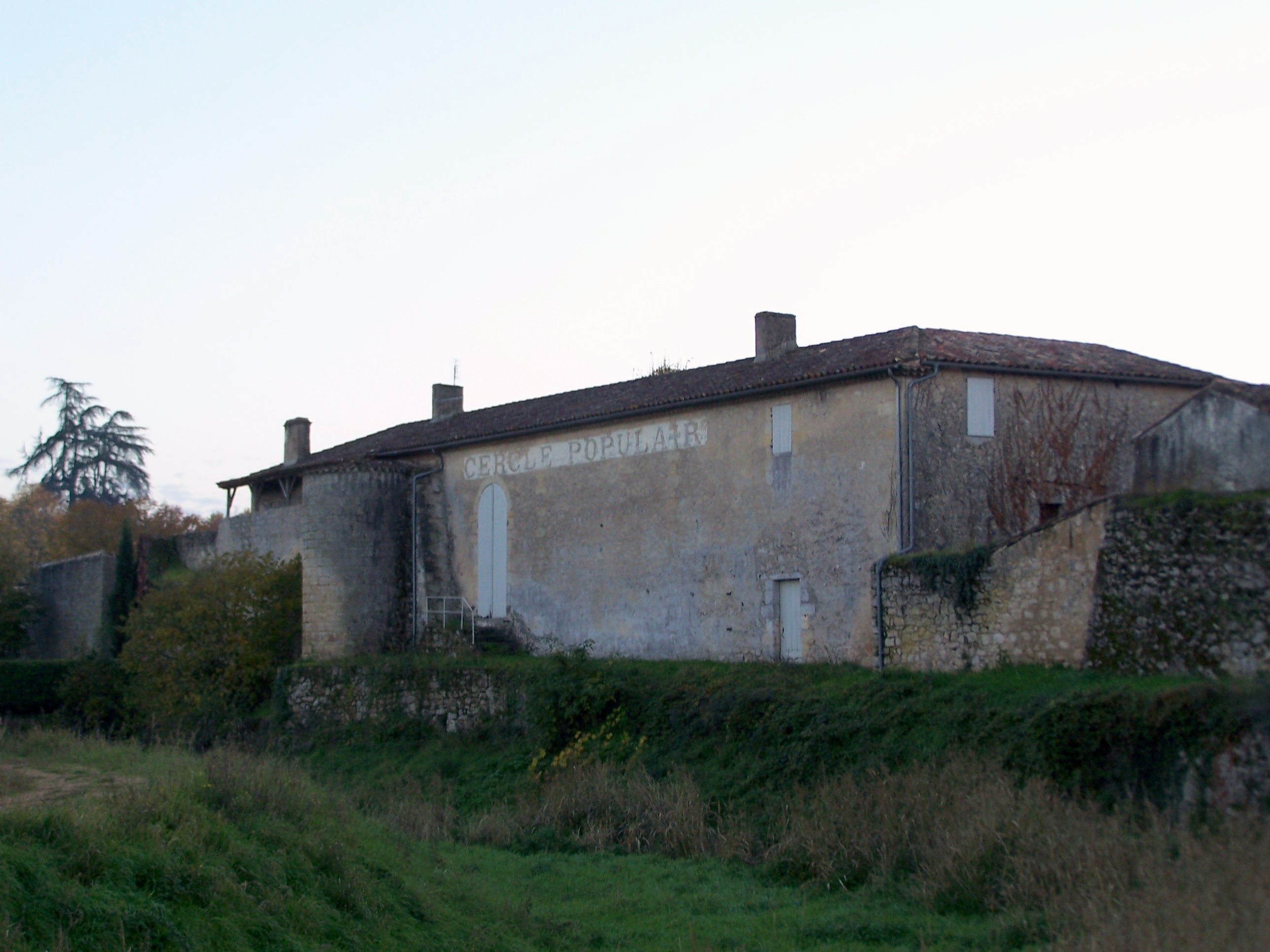
Les fossés doubles parallèles (nov. 2012)
44° 39′ 47,8″ N, 0° 21′ 02,8″ O

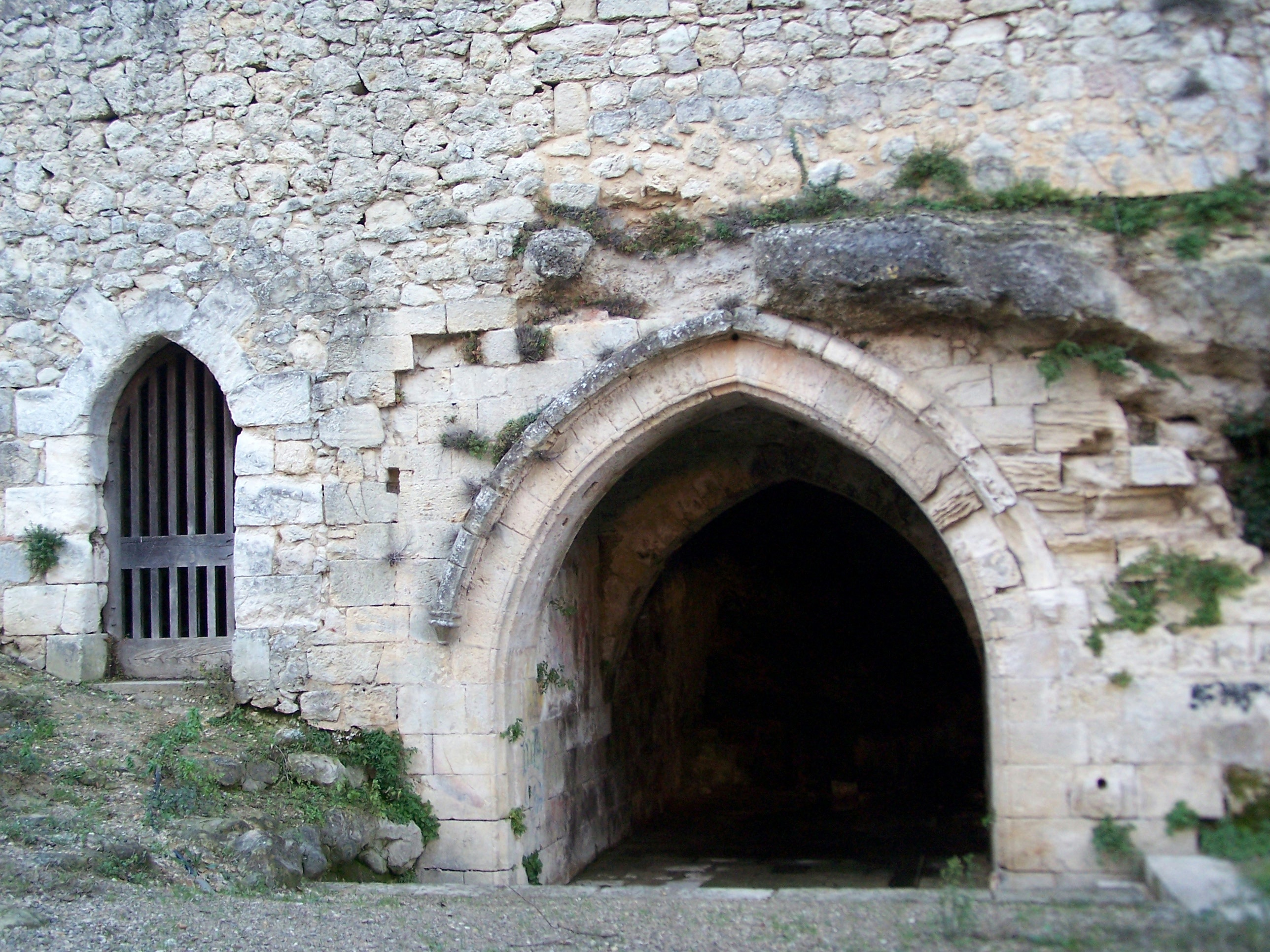
Le voûtement en ogive de la grotte Charles VII (nov. 2012)
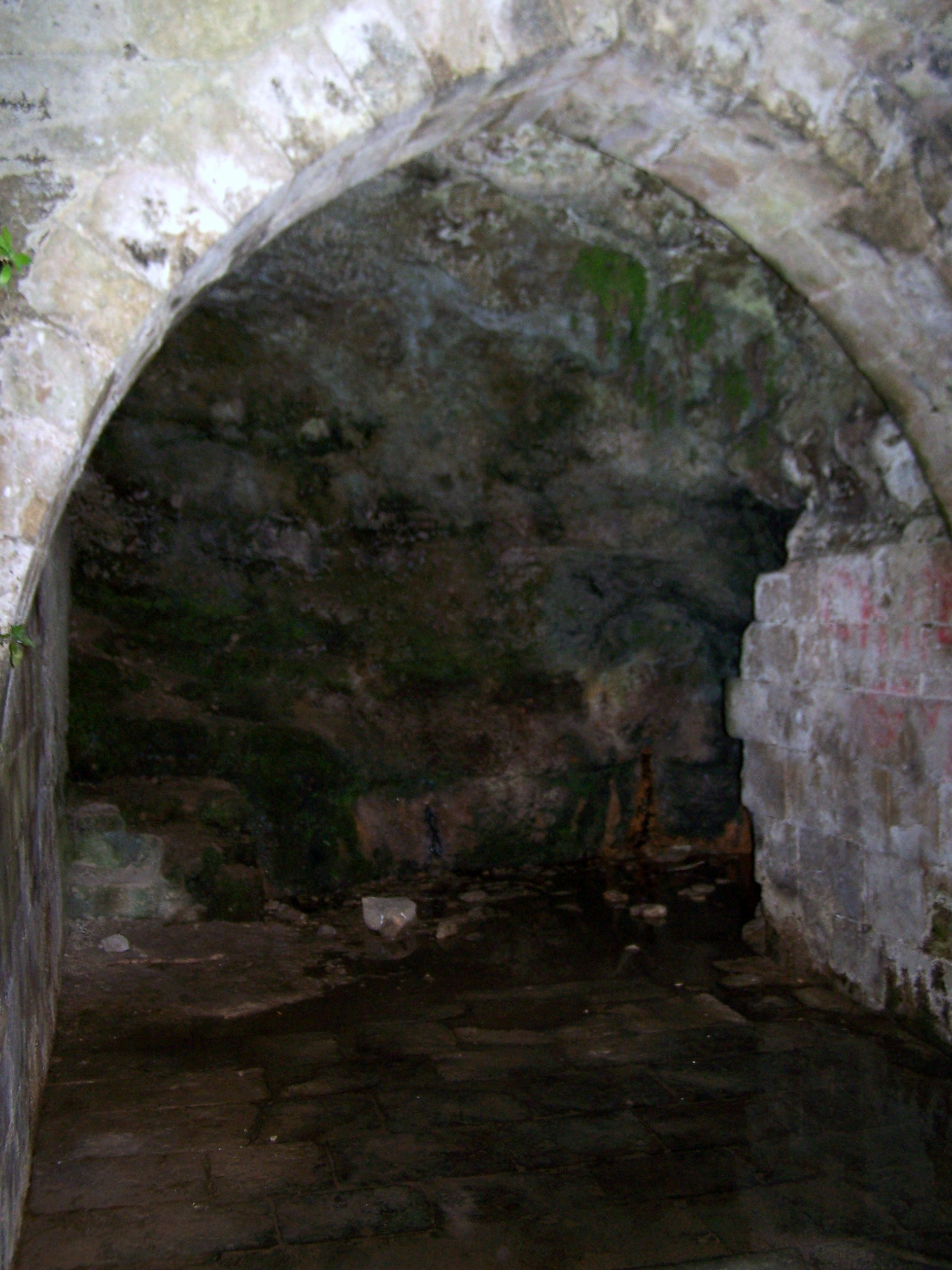
La source de la grotte Charles VII (nov. 2012)
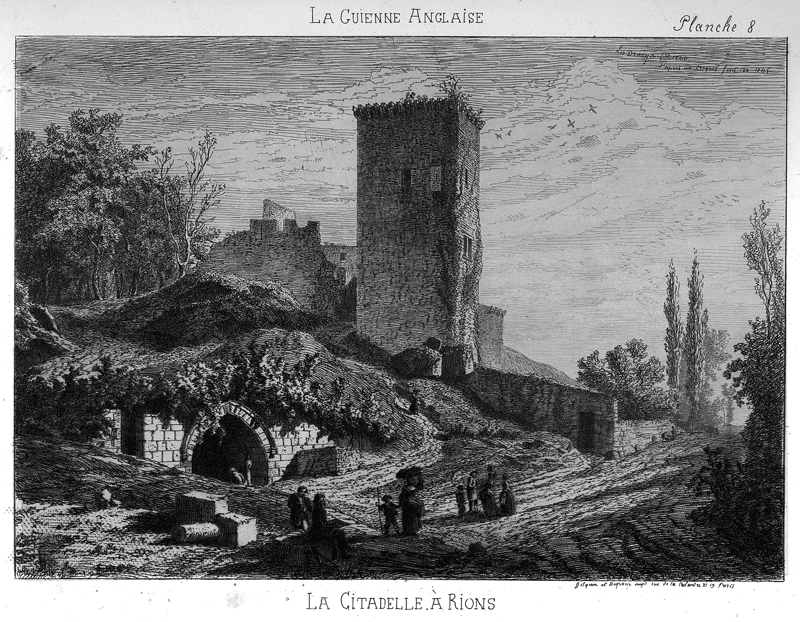
La Citadelle et la grotte Charles VII, dessin de Léo Drouyn (1860)
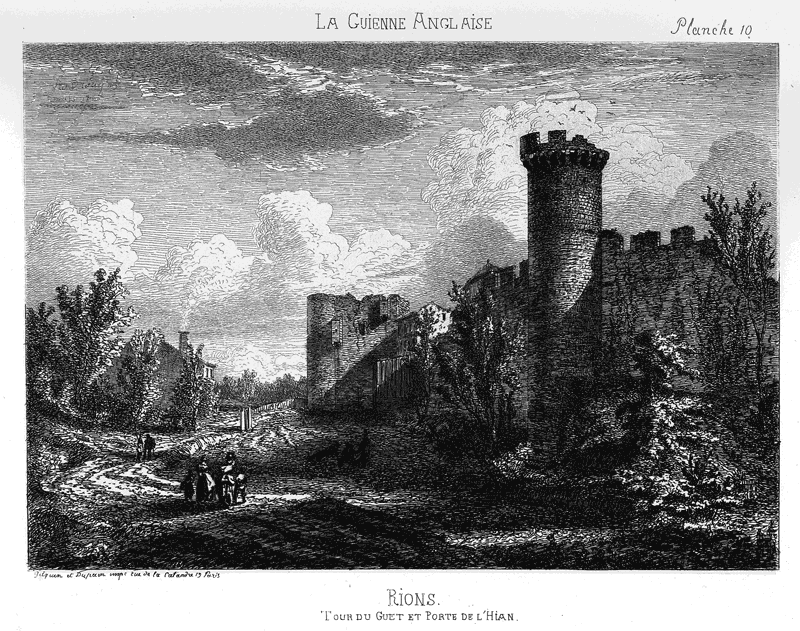
La tour du Guet et la porte du Lhyan, dessin de Léo Drouyn (1860)